# Pseudodiaptomus malayalus
Pseudodiaptomus malayalus is een eenoogkreeftjessoort uit de familie van de Pseudodiaptomidae. De wetenschappelijke naam van de soort is voor het eerst geldig gepubliceerd in 1969 door Wellershaus.